# Ayarmaca
Ayamarca (Ayarmarca, Ayarmaca, ’Ayarmaka), jedno od starih plemena Perua čiji se teritorij nalazio oko 15 milja južno-jugozapadno od Cuzca, blizu Muyne. Prema Molini njihovo ime javlja se i u nazivu 10. mjeseca (listopada), Ayamarca-Raymi, i to vjerojatno iz razloga što su svečanosti Huarachicu svetkovali u tom mjesecu. Ayamarce su bili ratoboran narod koji su ratovali s ostalim susjednim kraljevstvima, uključujući i Inke koji su ih na kraju pokorili, a njihova zemlja ušla je u sastav države Tahuantisuyo.
Prema Waldemaru Espinozi  'kraljevstvo'  ovog plemena, prostiralo se provincijama Cuzco i Anta i bilo podijeljeno na Ayarmacas and Pinaguas. Ayarmacas-teritorij nalazio se od Quiquijana-e na jugu, pa do Jaquijahuana-e u Anti. Pinaguas je dominirala od Quiquijana-e do Quispicanchi-ja. María Rostworowski njihovo područje naziva imenom Acamama i dijeli ga na 4 četvrti (barrios): Quinti cancha, barrio del picaflor ili četvrt picaflor/kolibrić; Chumbi cancha, barrio de los tejedores ili tkalačka četvrt/ tejedores je naziv i za pletilje, vrstu ptice porodice Ploceidae koja sebi plete karakteristična gnijezda; Sairi cancha, barrio del tabaco ili duhanska četvrt; i Yarambuy cancha, ili mješana četvrt, što bi upučivalo na mješano stanovništvo.

## Vanjske poveznice
- Origen de los Incas  Arhivirana inačica izvorne stranice od 30. svibnja 2009. (Wayback Machine)
- Historia del Imperio Inca ó la era del Tahuantisuyo[neaktivna poveznica]